# География Колумбии

рельеф Колумбии

Колумбия — государство на севере Южной Америки.
Общая площадь — 1 141 748 км².
Колумбия омывается на западе Тихим океаном, на северо-западе Карибским морем. На западе страны с севера на юг протянулись Анды, расчленённые долинами рек. На востоке расположено плоскогорье, пересекаемое притоками Амазонки. Вдоль побережий раскинулись низменности.
Анды на территории Колумбии разделены на три основных хребта: Западную Кордильеру, Центральную Кордильеру и Восточную Кордильеру. На севере страны находится обособленный горный массив Сьерра-Невада-де-Санта-Марта с заснеженной вершиной Кристобаль-Колон (5775 м), которая является высочайшей горой Колумбии.
Самая западная точка Колумбии — остров Мальпело, самая северная — группа островов Сан-Андрес и Провиденсия.
На территории Колумбии господствуют экваториальный и субэкваториальный типы климата.

## Внутренние воды
Речная сеть в Колумбии очень густая, питание рек большей частью дождевое. Многие реки имеют большие колебания расхода воды, что наряду с порожистостью затрудняет судоходство. Наиболее важное значение имеет система реки Магдалены, другие реки Колумбии имеют меньшее значение.
К крупным рекам Колумбии относятся: Амазонка, по которой проходит участок границы с Перу на крайнем юго-востоке, Ориноко, по которой проходит участок границы с Венесуэлой на востоке страны, Магдалена и её приток Каука, река Атрато, реки восточных равнин Гуавьяре, Мета и Вичада (притоки Ориноко), Путумайо и Какета (притоки Амазонки). Более 240 рек Колумбии впадает в Тихий океан, они очень полноводны, но коротки, крупнейшими среди них являются реки Патия и Сан-Хуан.
Горные реки образуют водопады, наиболее известные из которых: Бордонес, Текендама и Текендамита.
В Андах, большей частью в Восточной Кордильере, имеются остаточные ледн
, но особенно много озёр и болот на Прикарибской низменности и в долине реки Атрато.